# Místek
Místek (německy Friedberg či Mistek) je bývalé moravské město, dnes součást města Frýdek-Místek. Osadu založil olomoucký biskup Bruno ze Schauenburku a poprvé je zmiňována roku 1267. Roku 1288 byl místecký lenní statek udělen v léno členům rodu Stangeu, koncem 14. století pak připadl rodu Kravařů. V letech 1402–1581 patřil Místek do frýdecko-místeckého panství, jež patřilo těšínskému knížeti a od roku 1573 Jiřímu z Lohova. Olomoucký biskup Stanislav Pavlovský ovšem nakonec získal místecké léno zpět, takže až do roku 1850 tvořilo Místecko součást hukvaldského panství.
Roku 1850 se Místek stal centrem politického okresu Místek. 1. ledna 1943 se spojil s Frýdkem a dalšími obcemi do města Frýdek-Místek. Náměstí se stalo městskou památkovou zónou, i když jeho okolí bylo těžce narušeno novodobou sídlištní výstavbou.
Samotné původní město je sice moravské, ale východ stejnojmenného katastrálního území, včetně části samotného intravilánu, již leží na území Slezska a původně náležel ke katastrálnímu území Staré Město u Frýdku-Místku.

## Název
V lenní listině olomouckého biskupa Dětřicha z Hradce z roku 1288 je uveden název  Vridberg. Osada se do konce 15. století nazývala Friedberg ("ohrazený vrch", friede ve středověké němčině znamenalo kromě "mír" též "ohrada"). Jméno Místek je poprvé doloženo k roku 1434. Původně to byl tvar středního rodu Místko, zdrobnělina obecného místo. Mužský rod se vyvinul ze středního na základě znění nepřímých pádů (do Místka, v Místku). V zápisech mezi 16. a 18. stoletím kolísal střední a mužský rod, poté převládl mužský.

## Historie

### Mezi Moravou a Slezskem (1267–1584)
Předchůdcem Místku byla tržní osada Friedeberk, o které se poprvé zmiňuje testament biskupa Bruna ze Schauenburku z 29. listopadu 1267. Tento biskup osadu a hrad na blízkém kopci Štandl také zřejmě založil v rámci své kolonizátorské činnosti. Roku 1288 vytvořil olomoucký biskup Dětřich z Hradce místecko-frýdlantské manství (Místek, Frýdlant nad Ostravicí, Sviadnov, Malé Kunčice, Bahno, Hodoňovice, Metylovice) a udělil jej v léno rodu Stangů. Od roku 1388 držel léno Hynek z Frýdlantu z rodu Ronovců, avšak již následujícího roku se o toto léno začal soudit Lacek z Kravař.
Kravařové nakonec léno skutečně získali, avšak během válek mezi moravskými markrabaty na přelomu 14. a 15. století byl Friedeberg zničen a osídlení bylo obnoveno pod novým názvem Newenstetil (Nové Městko nebo Místko) Již roku 1402 Lacek a Vok II. z Kravař prodali místecký lenní statek těšínskému knížeti Přemyslu I. Nošákovi. V přímém držení těšínských knížat se místecké panství nacházelo do roku 1434, kdy jej těšínský kníže spolu s frýdeckým panstvím zastavil. Zástavní držitelé se poměrně často střídali, až frýdecko-místecké panství nakonec roku 1490 těšínský kníže Kazimír II. vyplatil zpět. Roku 1545 kníže Václav III. Adam Těšínský Místek s celým frýdecko-místeckým panstvím opět zastavil, mj. Janovi z Pernštejna.
Snahy těšínských knížat o trvalé připojení místeckého léna ale narážely na zájmy olomouckých biskupů, kteří se snažili prosadit své právo lenního pána. Roku 1573 byl Místek v rámci frýdecko-místeckého panství prodán Jiřímu a Matyáši z Lohova, roku 1581 ale olomoucký biskup Stanislav Pavlovský dosáhl odkoupení frýdecko-místeckého panství. To zase vyvolalo nevoli těšínských stavů, kteří se obávali odtržení Frýdecka od Slezska. Nakonec proto Stanislav Pavlovský frýdecké panství roku 1584 prodal a ponechal si jen Místecko, které připojil k hukvaldskému panství, jehož součástí zůstalo až do roku 1850.

### Místek součástí hukvaldského panství (1584–1850)
Návrat Místku pod přímou vládu olomouckého biskupa (zastupovaného hukvaldským hejtmanem) znamenal mimo jiné zesílený tlak na nekatolické (utrakvistické či protestantské) obyvatele. Ti, kteří se nechtěli stát katolíky, se museli vystěhovat. Hukvaldská vrchnost měla také kontrolu nad hospodařením města, vybírala vrchnostenské dávky, dosazovala městské zastupitelstvo s purkmistrem v čele a vykonávala soudní pravomoce nad místeckými měšťany.
Pozici Místku oslaboval hospodářsky vyspělejší Frýdek, takže si Místek uchoval spíše zemědělský ráz. Ten se odráží v místeckém znaku, ve kterém jsou zobrazeny zkřížené ostrve - hrubě osekané kmínky sloužící jako konstrukce na sušení sena. Rozvoj městečka navíc zbrzdily požáry v letech 1602 a 1615 a plenění vojsky během třicetileté války (1621 Uhři, 1626 Dánové, 1646 Švédové). Řemesla se začala ve větší míře rozvíjet až počátkem 18. století, a to zejména výroba textilu. K prudkému vzestupu města došlo v důsledku industrializace v 19. století: roku 1834 v Místku žilo 2 601 lidí, roku 1869 však již 3 951. Nejvýznamnější textilky provozovali Jan Elzer, Johann Czajanek či Alois Lemberger.

### Doba obecní samosprávy (1850–1943)
V souvislosti se vznikem obecní samosprávy se Místek roku 1850 stal centrem politického okresu Místek, jenž zahrnoval soudní okresy Místek a Moravská Ostrava. Původní Místek měl však mnohem menší rozlohu než v současnosti. Na jeho dnešním území se původně rozkládala katastrální území Bahno (jih území), Boudy (západ území), Koloredov (severovýchod území) a Místek. Zatímco obce Bahno a Boudy byly připojené k Místku už roku 1854, Koloredov byl připojen roku 1908 na základě vyhlášky moravského zemského místodržícího Karla Heinolda č. 38/1908. O spojení Místku se sousedním městem Frýdek se uvažovalo již od roku 1919, k jejich spojení v jedno město ovšem došlo až 1. ledna 1943.
| 1869  | 1880  | 1890  | 1900  | 1910  | 1921  | 1930  | 1950  | 1961   | 1970   | 1980   | 1991   | 2001   | 2011   |
| ----- | ----- | ----- | ----- | ----- | ----- | ----- | ----- | ------ | ------ | ------ | ------ | ------ | ------ |
| 3 951 | 4 323 | 4 922 | 5 804 | 8 709 | 8 488 | 9 947 | 8 901 | 10 766 | 23 371 | 30 334 | 26 405 | 24 343 | 22 525 |

## Osobnosti
- František Chvostek starší (1835-1884), rakousko-moravský neurolog narozený v Místku, jako první popsal tzv. Chvostkův příznak

## Fotogalerie

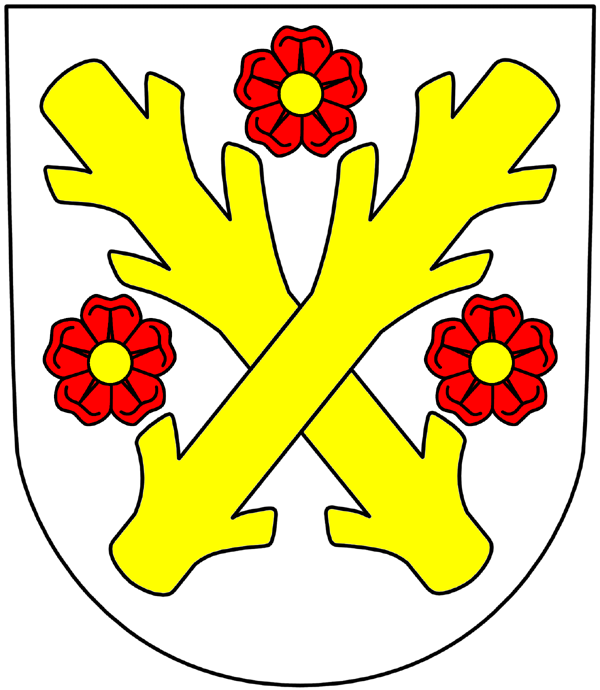
Historický znak Místku
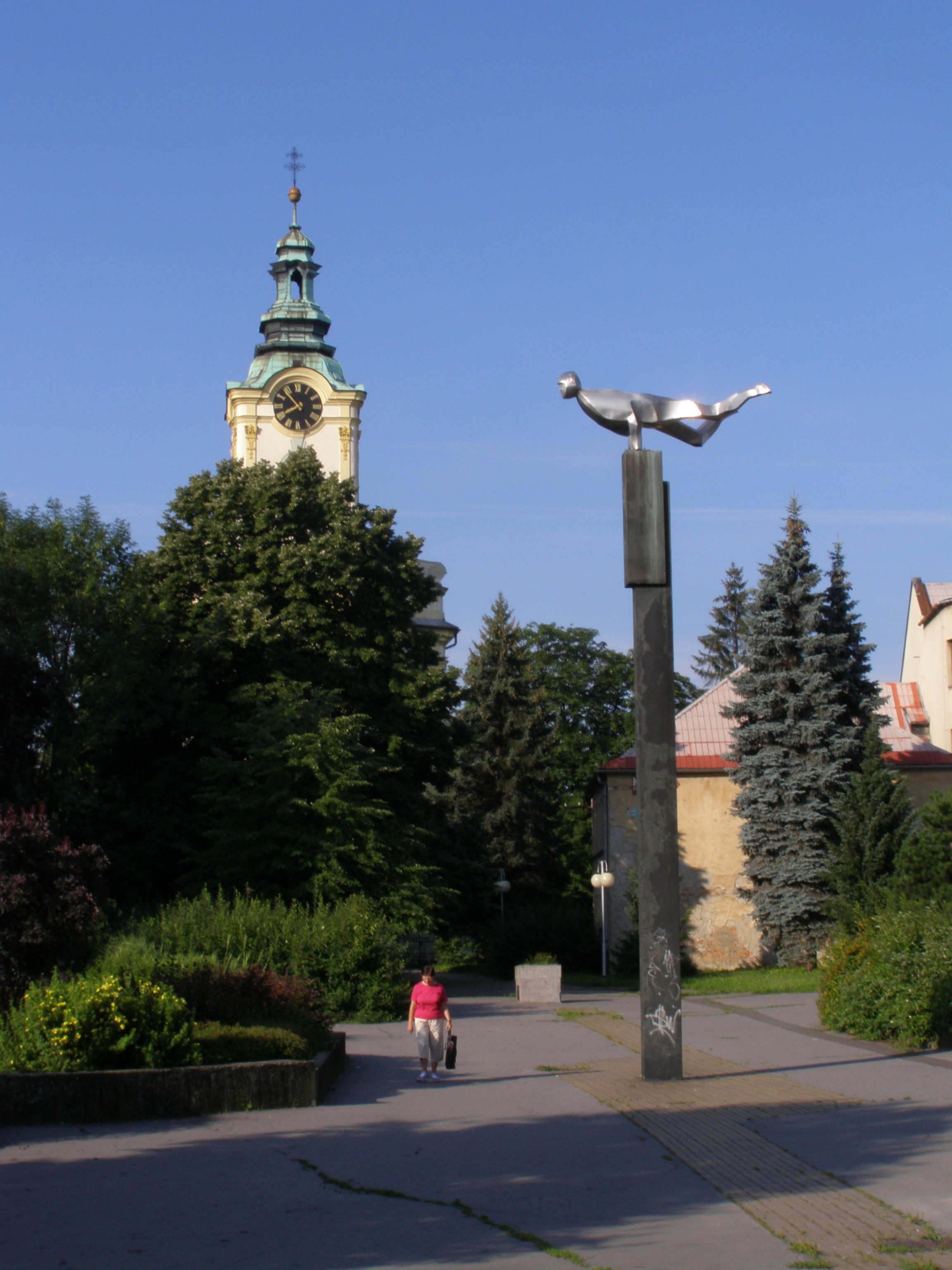
„U Vykopnutého“, vlevo Kostel svatého Jana a Pavla
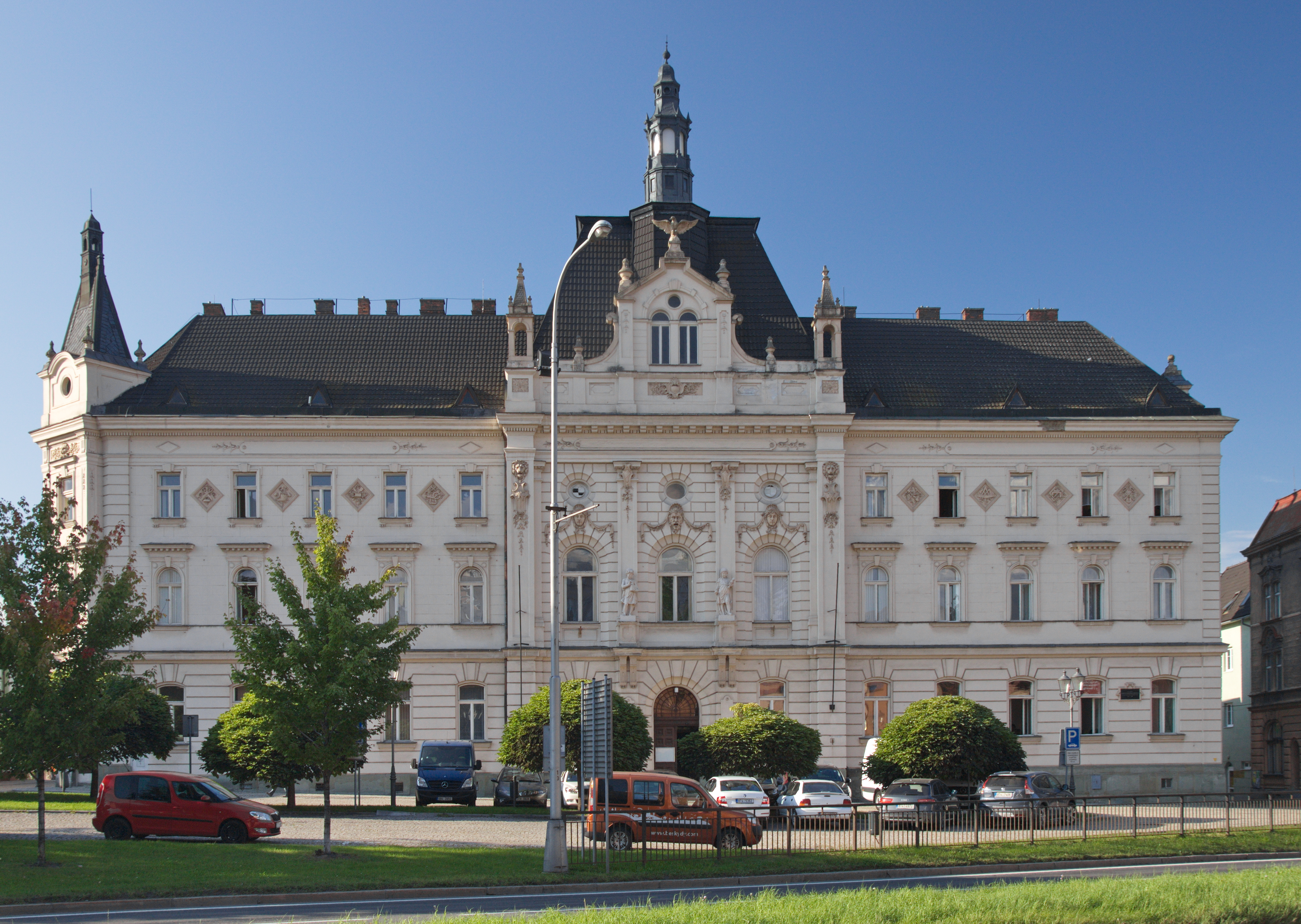
Bývalá místecká radnice, dnešní základní umělecká škola
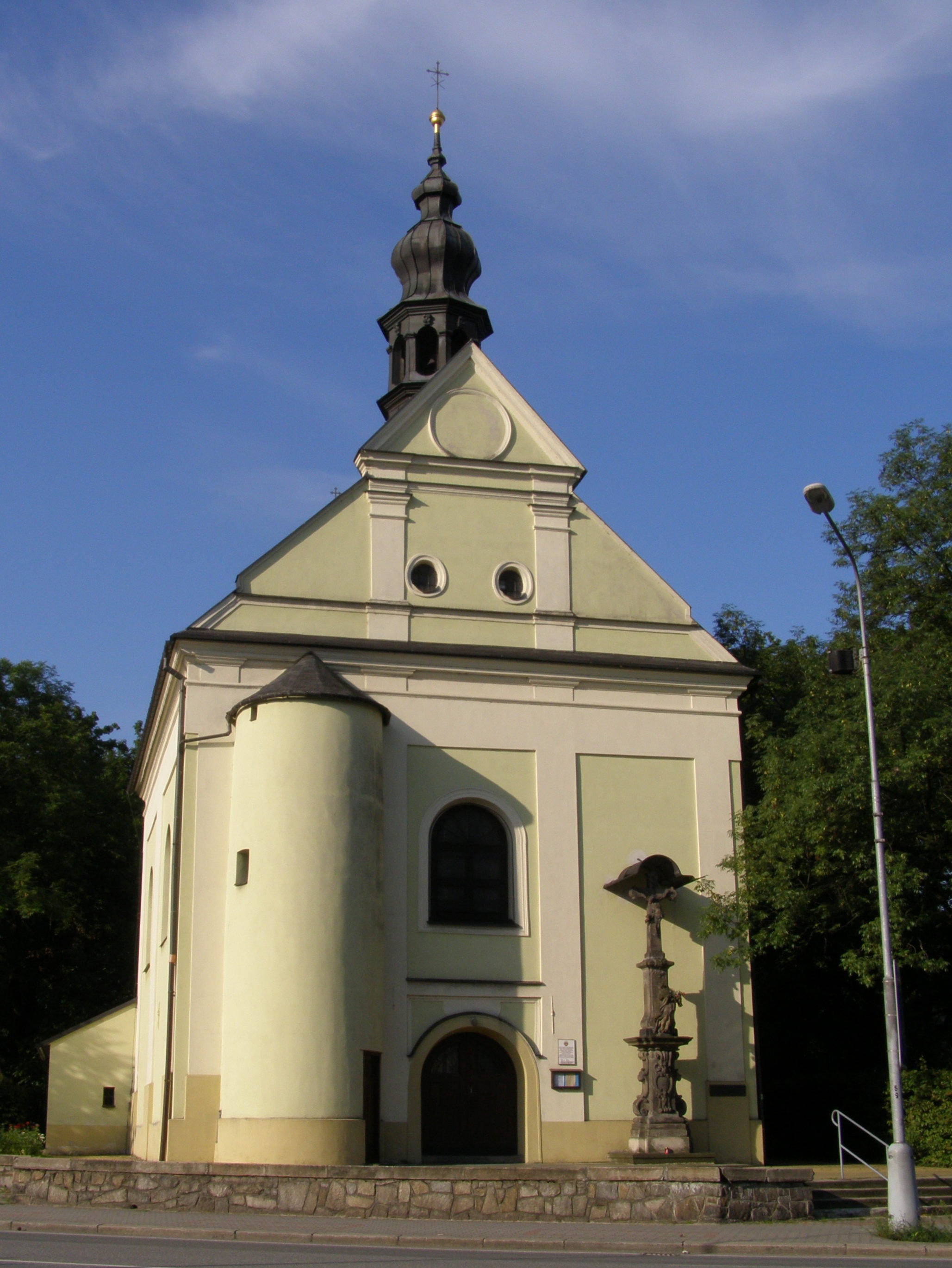
Kostel Všech svatých
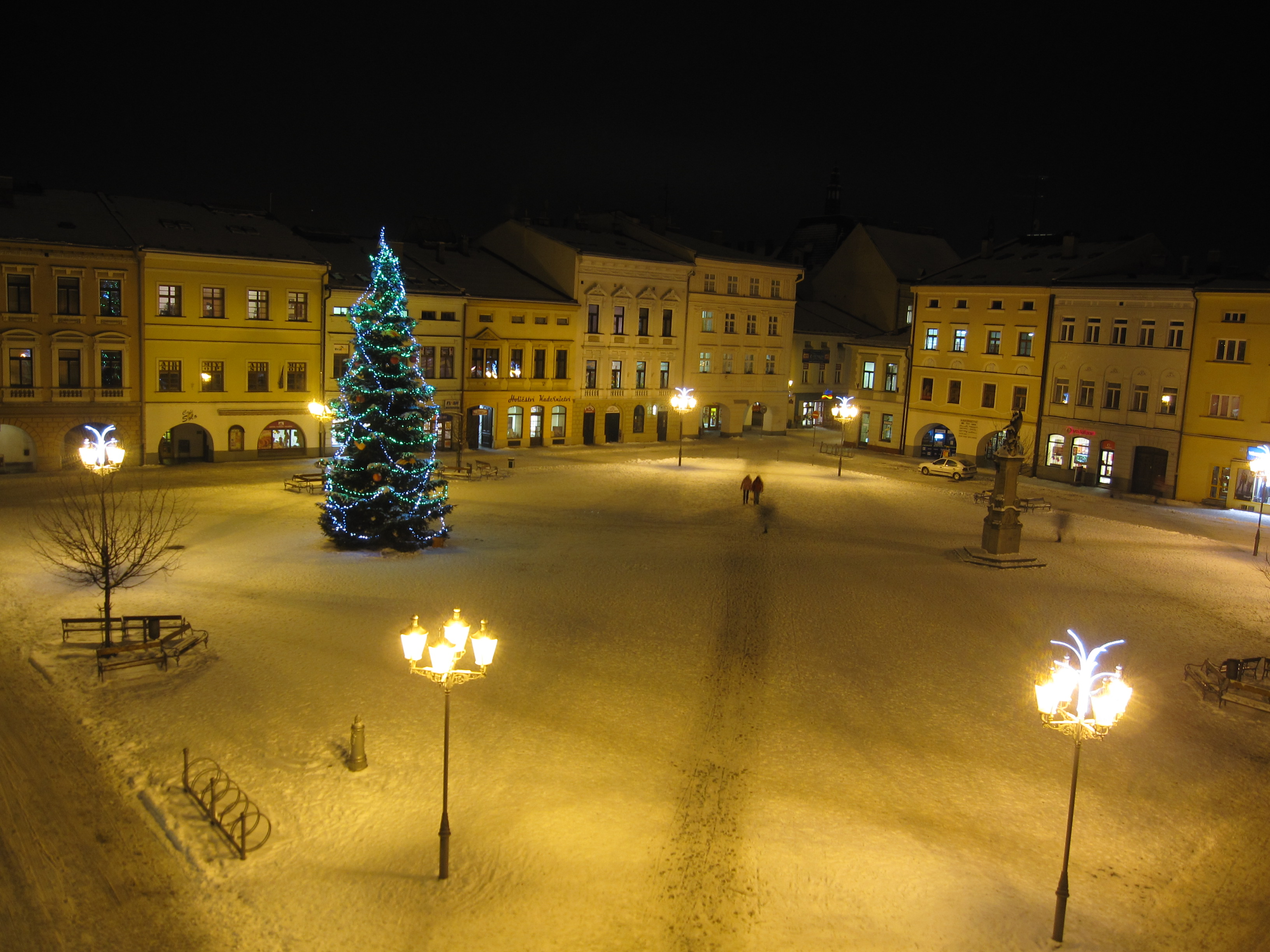
Náměstí Svobody v zimě
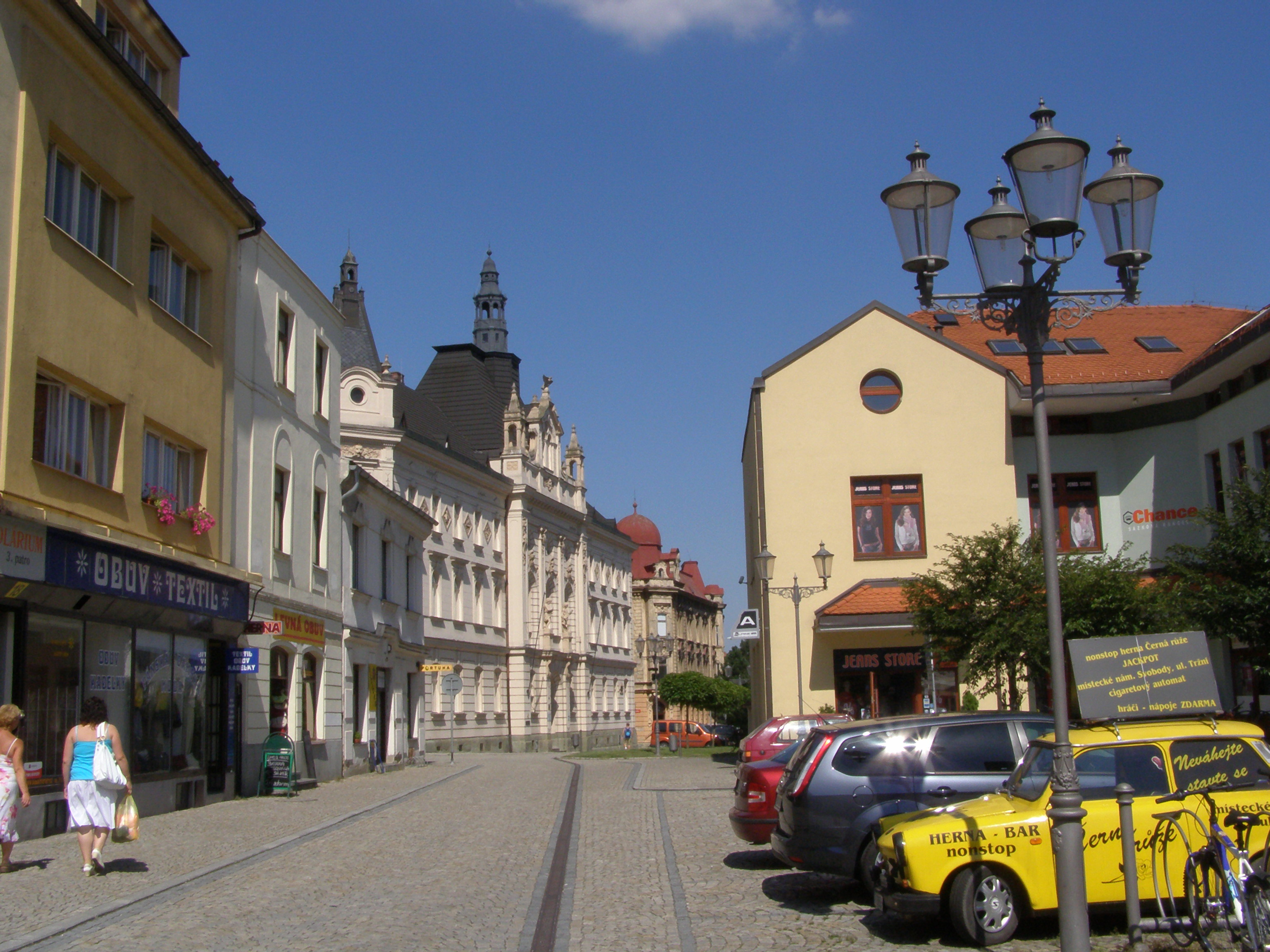
Tržní ulice
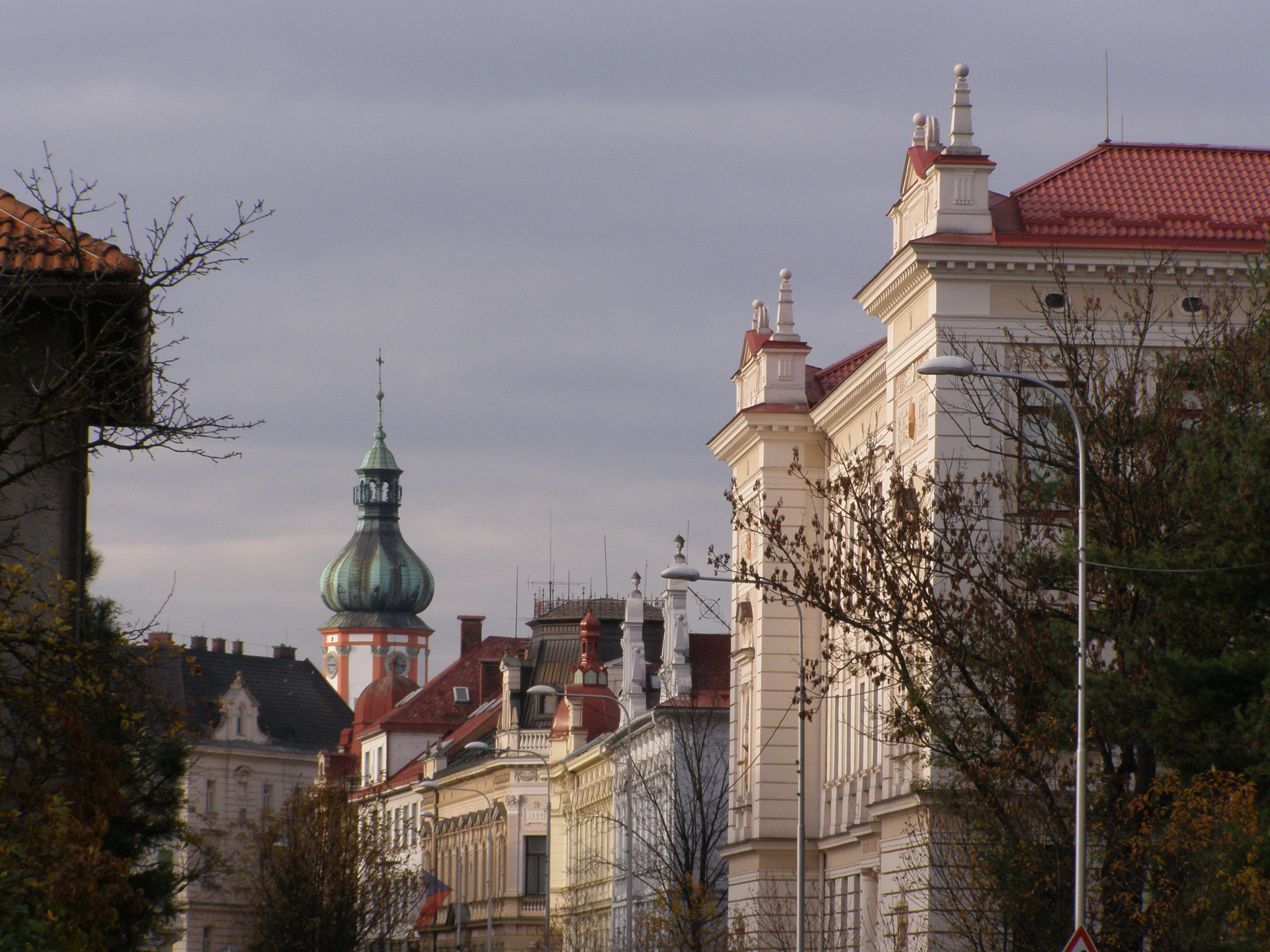
Ulice Palackého
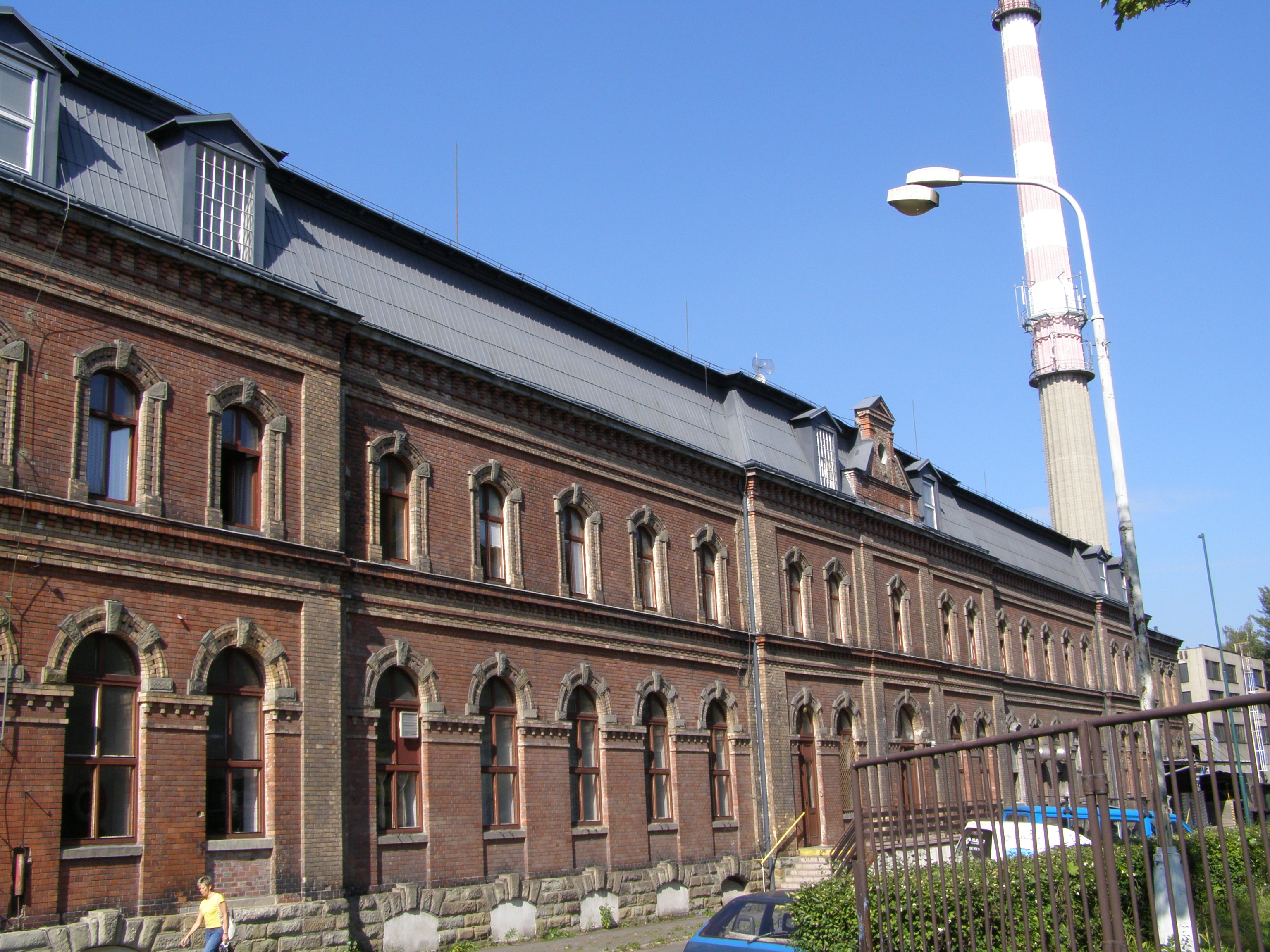
Lembergerova továrna - Slezan
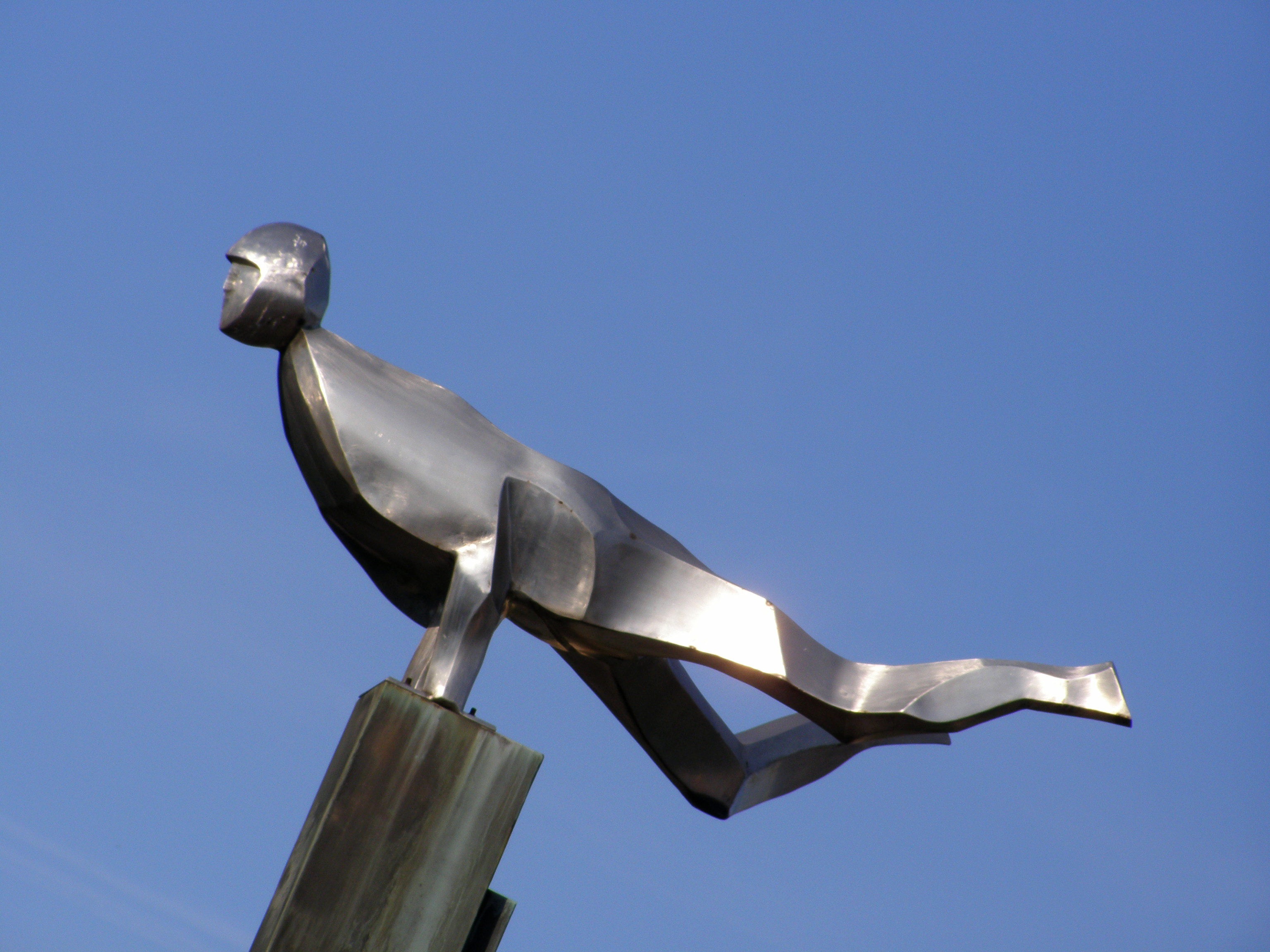
Plastika " Nová doba "